# Фридерсдорф (Тюрингия)
Фридерсдорф (нем. Friedersdorf) — община в Германии, в земле Тюрингия.
Входит в состав района Ильм. Подчиняется управлению Гросбрайтенбах. Население составляет 205 человек (на 31 декабря 2010 года). Занимает площадь 3,11 км².

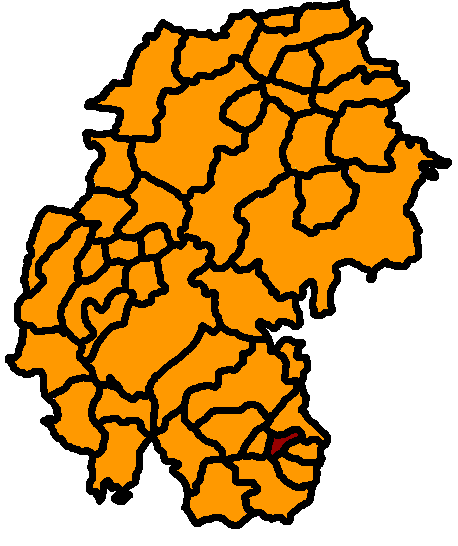
Фридерсдорф